# Ньябали, Кеджау Францискович
Кеджау Францискович Ньябали (укр. Кеджау Францискович Ньябалі; род. 8 июля 1990, Киев) — украинский дзюдоист, представитель средней весовой категории. Выступает за сборную Украины по дзюдо начиная с 2009 года, победитель и призёр многих турниров международного значения, двукратный чемпион национального первенства, участник летних Олимпийских игр в Рио-де-Жанейро. Мастер спорта Украины международного класса.

## Биография
Кеджау Ньябали родился 8 июля 1990 года в городе Киеве Украинской ССР. Сын украинки и выходца из Гвинеи-Бисау. Некоторое время в детстве провёл на родине отца, но после развода родителей с матерью вернулся в Киев. Дзюдо начал заниматься в возрасте семи лет.
Первого серьёзного успеха на международной арене добился в сезоне 2009 года, когда вошёл в состав украинской национальной сборной и одержал победу на чемпионате мира среди юниоров в Париже.
В 2010 году дебютировал в Кубке мира, побывав на этапах в Майами и Минске, стал серебряным призёром взрослого чемпионата Украины в зачёте средней весовой категории.
В 2011 году выиграл серебряную медаль на этапе Кубка мира в Тбилиси и бронзовую медаль на этапе Кубка мира в Баку.
На чемпионате Украины 2012 года в Севастополе вновь стал серебряным призёром в среднем весе. Добавил в послужной список бронзовую награду, полученную на этапе Кубка мира в Лиссабоне, выиграл серебряную медаль на молодёжном чемпионате Европы в Праге.
На чемпионате Украины 2013 года в Харькове взял бронзу. Отметился победой на Кубке Украины в Сумах, получил бронзовую медаль на командном европейском первенстве в Будапеште.
В 2014 году боролся на чемпионате мира в Челябинске, где был остановлен на стадии четвертьфиналов россиянином Кириллом Вопросовым и затем в утешительном турнире за третье место проиграл грузину Варламу Липартелиани. При этом в зачёте украинского национального первенства вновь занял третье место.
В 2015 году на домашнем чемпионате Украины в Киеве наконец одержал победу в среднем весе, выиграв у всех своих соперников по турнирной сетке. Кроме того, стал бронзовым призёром этапа Кубка мира в Минске и завоевал бронзовую медаль в командном первенстве на Европейских играх в Баку.
Благодаря череде удачных выступлений удостоился права защищать честь страны на летних Олимпийских играх 2016 года в Рио-де-Жанейро, однако уже в стартовом поединке категории до 90 кг потерпел поражение от кубинца Аслея Гонсалеса и сразу же выбыл из борьбы за медали.
После Олимпиады Ньябали остался в составе дзюдоистской команды Украины и продолжил принимать участие в крупнейших международных соревнованиях. Так, в 2017 году он участвовал в чемпионате Европы в Варшаве и чемпионате мира в Будапеште.
В 2018 году отметился выступлениями на европейском первенстве в Тель-Авиве и мировом первенстве в Баку
За выдающиеся спортивные достижения удостоен почётного звания «Мастер спорта Украины международного класса».